# Carme Riera Guilera

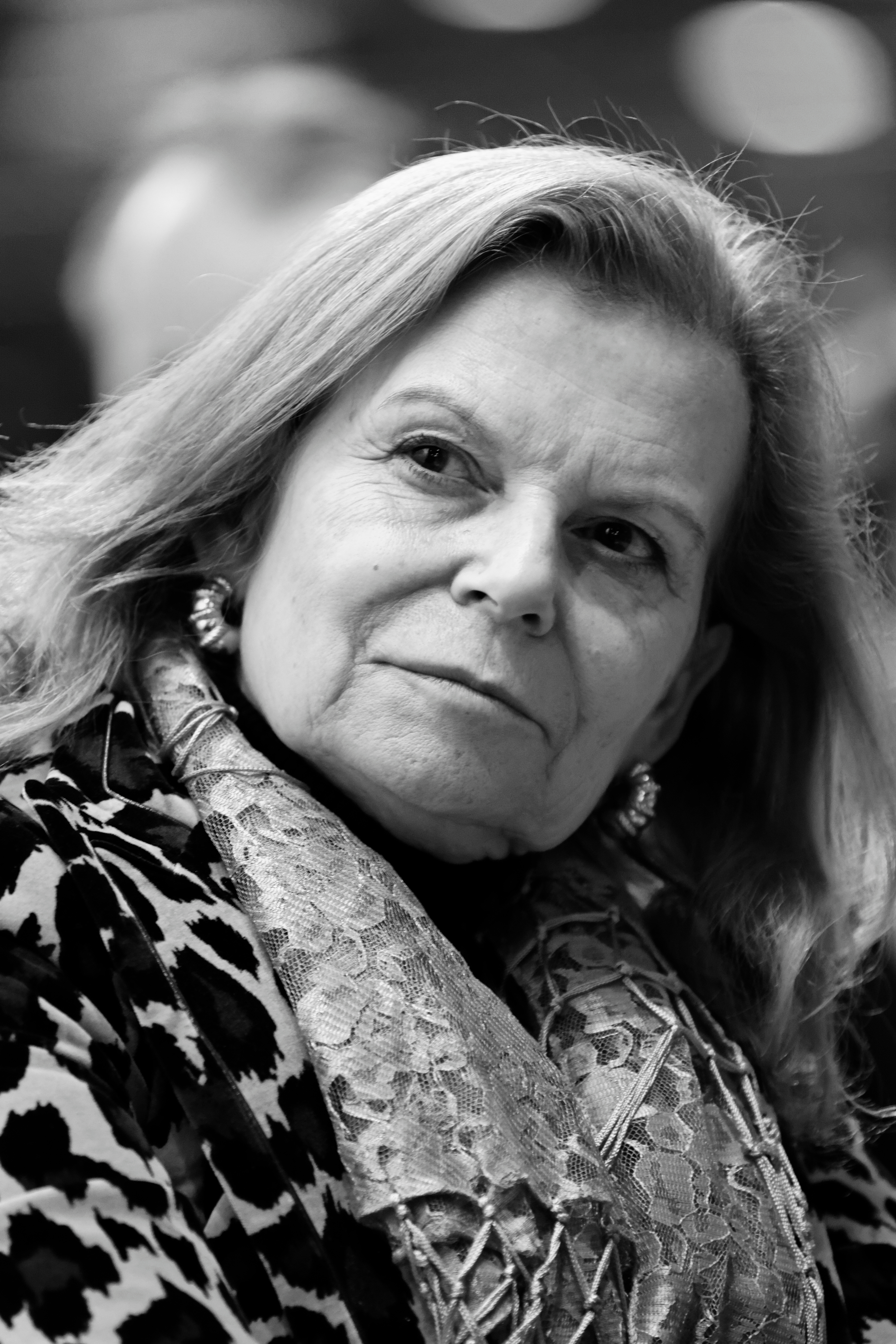
Carme Riera Guilera (2013)

Carme Riera Guilera (* 12. Januar 1948 in Palma), international bekannt als Carme Riera, ist Professorin für spanische Literatur und eine katalanische Schriftstellerin. Sie machte erstmals 1975 mit der Publikation des Erzählbandes Te deix, amor, la mar com a penyora auf sich aufmerksam; dieses Buch avancierte in den katalanischsprachigen Regionen zum Bestseller.

## Biografie
Riera wurde 1948 in Palma de Mallorca, der Hauptstadt der Balearischen Inseln, geboren. Sie verbrachte Kindheit und Jugend in ihrer Geburtsstadt und zog 1965 nach Barcelona, um spanische Philologie an der Universitat Autònoma zu studieren. 1970 schloss sie das Studium ab und wurde Lehrbeauftragte, dann ordentliche Hochschullehrerin an der Autonomen Universität Barcelona.

## Auszeichnungen
1980 erhielt Riera den Romanpreis Premi Prudenci Bertrana für das Werk Una primavera per a Domenico Guarini; 1989 den Premi Ramon Llull für den Roman Joc de Miralls; 1994 die Preise Premi Josep Pla, Premi Lletra d’Or, Premi Joan Crexells und den Premio Nacional de Narrativa für das Buch Dins el darrer blau; 2001 erhielt sie den Premi Nacional de Literatura der katalanischen Regierung für El cel obert; 2003 den Premi Sant Jordi für den Roman La meitat de l'ànima. Im Jahre 2005 wurde sie vom katalanischen Schriftstellerverband Associació d’Escriptors en Llengua Catalana für ihr Gesamtwerk ausgezeichnet, außerdem wurde ihr die Goldene Medaille vom Consell de Mallorca verliehen. 2015 erhielt sie den Premio Nacional de las Letras Españolas.

## Werke

### Deutsche Übersetzungen
- 2007: Der englische Sommer, Roman
- 2005: In den offenen Himmel, Roman
- 2000: Ins fernste Blau, Roman
- 1996: Liebe ist kein Gesellschaftsspiel, Erzählungen
- 1995: Florentinischer Frühling, Roman
- 1994: Im Spiel der Spiegel, Roman
- 1993: Selbstsüchtige Liebe, Novelle

### Originalwerk in Katalanisch
- 1975: Te deix, amor, la mar com a penyora
- 1977: Jo pos per testimoni les gavines
- 1980: Gairebé un conte o la vida de Ramon Llull
- 1980: Una primavera per a Domenico Guarini
- 1980: Els cementiris de Barcelona
- 1981: Epitelis tendríssims
- 1987: Qüestió d’amor propi
- 1988: La molt exemplar història del gos màgic i de la seva cua
- 1989: Joc de miralls
- 1991: Contra l’amor en companyia i altres relats
- 1994: Dins el darrer blau
- 1998: Temps d’una espera
- 2000: Cap al cel obert
- 2003: Llengües mortes
- 2003: El gos màgic
- 2003: El meravellós viatge de Maria al país de les tulipes
- 2003: Antologia de poesia catalana femenina
- 2004: La meitat de l’ànima
- 2006: L’estiu de l’anglès
- 2009: Amb ulls americans
- 2011: Natura quasi morta
- 2013: Temps d'innocència